# Gabino Ereñozaga Lejarreta
Gabino Ereñozaga Lejarreta (Gatika, 10 de desembre de 1942) va ser un ciclista basc, que fou professional entre 1965 i 1971. Del seu palmarès destaca la Volta a La Rioja de 1967 i una etapa a la Volta a Catalunya de 1968. Una vegada retirat va exercir de massatgista en diferents equips ciclistes durant més de 35 anys.

## Palmarès
- 1966
  - Vencedor de 2 etapes al Cinturó ciclista internacional de Mallorca
- 1967
  - 1r a la Volta a La Rioja i vencedor d'una etapa
  - Vencedor d'una etapa a la Volta a Andalusia
- 1968
  - Vencedor d'una etapa a la Volta a Catalunya

### Resultats a la Volta a Espanya
- 1969. 48è de la classificació general
- 1971. 57è de la classificació general